# Leslie Manson-Bishop
Leslie Manson-Bishop es un deportista zimbabuense que compitió en natación adaptada y atletismo adaptado. Ganó nueve medallas en los Juegos Paralímpicos de Verano en los años 1964 y 1968.

## Palmarés internacional
| Representando a Rodesia del Sur |                   |                  |                                    |
| Juegos Paralímpicos             |                   |                  |                                    |
| Año                             | Lugar             | Medalla          | Prueba                             |
| 1964                            | Tokio (Japón)     | Medalla de oro   | 50 m braza completa clase 4        |
| 1964                            | Tokio (Japón)     | Medalla de oro   | 50 m libre supino completo clase 4 |
| 1964                            | Tokio (Japón)     | Medalla de plata | 50 m libre prono completo clase 4  |
| 1964                            | Tokio (Japón)     | Medalla de plata | Estilos clase abierta mixto        |
| 1968                            | Tel Aviv (Israel) | Medalla de oro   | 50 m braza completa clase 4        |
| 1968                            | Tel Aviv (Israel) | Medalla de oro   | 50 m espalda completa clase 4      |

| Representando a Rodesia del Sur |                   |                   |                    |
| Juegos Paralímpicos             |                   |                   |                    |
| Año                             | Lugar             | Medalla           | Prueba             |
| 1964                            | Tokio (Japón)     | Medalla de plata  | Pentatlón 2        |
| 1964                            | Tokio (Japón)     | Medalla de bronce | Jabalina C         |
| 1968                            | Tel Aviv (Israel) | Medalla de bronce | Pentatlón completo |